# Yuto Yamashita
Yuto Yamashita (japanisch 山下 優人 Yamashita Yuto; * 24. Mai 1996) ist ein japanischer Fußballspieler.

## Karriere
Yuto Yamashita erlernte das Fußballspielen in der Jugendmannschaft von JEF United, in der Schulmannschaft der Aomori Yamada High School sowie in der Universitätsmannschaft der Toin University of Yokohama.  Seinen ersten Vertrag unterschrieb er am 1. Februar 2019 beim Iwaki FC. Der Verein aus Iwaki, einer Stadt in der Präfektur Fukushima auf Honshū, spielte in der Regionalliga. Hier trat der Verein in der Tōhoku Soccer League an. Am Ende der Saison 2019 feierte er mit Iwaki die Meisterschaft und den Aufstieg in die vierte Liga. 2021 wurde er mit dem Verein Meister der vierten Liga und stieg in die dritte Liga auf. Sein Drittligadebüt gab Yuto Yamashita am 13. März 2022 (1. Spieltag) im Auswärtsspiel gegen den Kagoshima United FC. Hier stand er in der Startelf und stand er die kompletten 90 Minuten auf dem Spielfeld. Das Spiel endete 1:1. Am Ende der Saison 2022 feierte er mit Iwaki die Meisterschaft und den Aufstieg in die zweite Liga.

## Erfolge
Iwaki FC
- Tōhoku Soccer League Division: 2019  ▲
- Japanischer Viertligameister: 2021  ▲
- Japanischer Drittligameister: 2022  ▲